# Land of Wanted Men
Pour plus de détails, voir Fiche technique et Distribution.
Land of Wanted Men est un film américain réalisé par Harry L. Fraser, sorti en 1931.

## Synopsis
Silent devient le shérif d'une région d'éleveurs de bétail où il est un parfait étranger. Il apprend que l'éleveur de moutons Terry bat brutalement ses deux beaux-enfants, Cynthia et Mickey. Silent les sauve et interdit à Terry de quitter la ville, mais il refuse de partir sans Cynthia. Il accuse Silent d'être un bandit recherché, mais les faits prouvent que Terry est en fait l'homme recherché par la police.

## Fiche technique
- Titre original : Land of Wanted Men
- Réalisation : Harry L. Fraser
- Scénario : Harry L. Fraser
- Photographie : Archie Stout
- Montage : Lem Wheeler
- Production : Trem Carr
- Société de production : Monogram Pictures
- Société de distribution : Monogram Pictures
- Pays d'origine :  États-Unis
- Langue originale : anglais
- Format : Noir et blanc  — 35 mm — 1,37:1 — son mono
- Genre : Western
- Durée : 62 minutes
- Dates de sortie : États-Unis : 30 novembre 1931

## Distribution
- Bill Cody : Silent Saunders
- Andy Shuford : Mickey
- Sheila Bromley : Cynthia
- Gibson Gowland : Terry
- Jack Richardson : Thorpe
- Frank Lackteen : Lonie
- James A. Marcus : le juge